# Radio Disney (América Latina)
Radio Disney Latinoamérica é uma rede de música pop e rock de propriedade da The Walt Disney Company América Latina, uma subsidiária da The Walt Disney Company, que é transmitida em vários países da América Latina. A emissora é voltada principalmente para jovens e adolescentes.

## Disponibilidade
A Radio Disney está disponível na Argentina, Bolívia, Brasil, Chile, Costa Rica, República Dominicana, Equador, México, Panamá, Paraguai, Peru e Uruguai.

### Separação do México em 2019
Em 26 de dezembro de 2019, a Disney e seu parceiro mexicano, Grupo ACIR, anunciaram que estavam encerrando mutuamente seu relacionamento, que cobria doze cidades mexicanas. Dez das doze estações da Radio Disney foram transferidas para o formato pop substituto do ACIR, Match.
No entanto, a Radio Disney afirmou em um comunicado à imprensa que retornaria em novas estações em 2020. Um artigo atribuiu a separação a "três concorrentes diretos de formato e um aumento impressionante no consumo do Spotify no mercado-chave da Cidade do México". A Radio Disney voltou ao país no dia 1 de fevereiro de 2020, exclusivamente na estação XHFO-FM da Cidade do México.

## Estações
| Frequência             | Local                              | HD Radio |
| ---------------------- | ---------------------------------- | -------- |
| 94.3                   | Buenos Aires, Argentina            | Sim      |
| 91.3 (apenas no verão) | Pinamar, Argentina                 | Não      |
| 96.5                   | San Lorenzo, Paraguay              | Sim      |
| 97.3                   | São Domingos, República Dominicana | Sim      |
| 101.1                  | San José, Costa Rica               | Sim      |
| 93.7                   | Guaiaquil, Equador                 | Sim      |
| 93.7                   | Santa Elena, Equador               | Sim      |
| 98.3                   | Cuenca, Equador                    | Sim      |
| 95.3                   | Santiago, Chile                    | Sim      |
| 101.5                  | Cidade do Panamá, Panamá           | Sim      |
| 91.3                   | São Paulo, Brasil                  | Sim      |
| 103.7                  | Montevideo, Uruguai                | Sim      |
| 102.5                  | La Paz, Bolívia                    | Sim      |
| 98.7                   | Santa Cruz, Bolívia                | Não      |
| 107.5                  | Cochabamba, Bolívia                | Não      |
| 91.1                   | Lima, Peru                         | Sim      |
| 92.1                   | Cidade do México, México           | Não      |
| 102.1                  | Toluca, México                     | Não      |
| 95.7                   | Pachuca, México                    | Não      |
| 92.9                   | Puebla, México                     | Sim      |

## Slogans
- "Aquí está tu música" (antigo) ("Aqui está a sua música")
- "Escucha eso que quieres sentir" (2008–presente) ("Ouça o que você quer sentir")
- "A rádio que te ouve" (Brazil) (2010–presente)
- "La radio que te escucha" (Máxico) (2013–2019; 2020-presente) ("A rádio que te ouve")[3]